# The Beatles (serie animata)
The Beatles è una serie animata britannica, creata da Al Brodax e Sylban Buck e mandata in onda dal 1965 al 1967.

## Produzione

### Genesi
All'inizio della carriera dei Beatles, Al Brodax, già noto soprattutto per la serie animata di Braccio di Ferro, telefonò a Brian Epstein, manager della band, per comunicargli di voler creare una serie animata sui Fab Four.

### Caratteristiche
La serie è suddivisa in 3 stagioni di lunghezza variabile, in totale 39 episodi. Ogni puntata è doppia poiché narra due storie diverse; a fungere da intermezzo troviamo il "sing-along", in cui i protagonisti cantano una canzone con testo, per consentire agli spettatori di seguire attentamente le parole. Ogni episodio ha il titolo di una canzone dei Beatles e si ispira vagamente al testo, la canzone da cui prende il nome il titolo viene poi cantata in un certo momento.

## Trama
In ogni episodio i Beatles vengono coinvolti in avventure ricche di umorismo e azione. Nel corso della storia vengono raffigurate situazioni tipiche o atipiche: le situazioni tipiche vedono i Fab Four fuggire da ragazze, media o persone che li cercano per approfittare del loro successo; quelle atipiche li vedono alle prese con vampiri, streghe, scienziati pazzi o altri bizzarri personaggi sempre diversi.

## Doppiaggio
| Personaggio     | Doppiatore originale | Doppiatore italiano |
| --------------- | -------------------- | ------------------- |
| John Lennon     | Paul Frees           | Roberto Del Giudice |
| George Harrison | Paul Frees           | Rodolfo Baldini     |
| Paul McCartney  | Lance Percival       | Sergio Luzi         |
| Ringo Starr     | Lance Percival       | Eugenio Marinelli   |

## Caratterizzazione dei singoli Beatles

### John Lennon
John è mostrato come il leader del gruppo. È alto, con lineamenti regolari, un mento arrotondato, mascelle pronunciate e occhi piuttosto piccoli. Ha un carattere determinato e scatenato, spesso sfacciato, spesso agisce senza pensare e a volte si dimostra irresponsabile, ma è coraggioso e si preoccupa profondamente dei suoi amici e sa essere molto gentile.

### Paul McCartney
Paul è raffigurato come il secondo in comando della band. È alto e magro, un po' più paffuto sulle guance e la sua pettinatura è la più ordinata dei quattro. Ha spesso gli occhi socchiusi e li apre solo quando è eccitato o spaventato; anche i suoi capelli appaiono più disordinati quand'è terrorizzato. È il più intelligente del gruppo e tira fuori le grandi idee, come John può essere impulsivo ma sa riflettere. È anche il "bello" del gruppo è quello che ha più successo con le ragazze. Una delle sue caratteristiche più evidenti e che molto frequentemente gesticola con le mani per fare capire meglio quello che dice. Come la sua controparte reale è mancino.

### George Harrison
George è alto e magro, con dei lineamenti spigolosi ma regolari. Ha un carattere molto tranquillo, gentile e calmo, spesso timido, ma all'occorrenza sa farsi valere. Va molto d'accordo con Ringo e a volte può essere superstizioso.

### Ringo Starr
Ringo è la principale fonte di comicità nella storia. È il più basso del gruppo, con un grosso naso e i capelli un po' più lunghi degli altri membri, che occasionalmente gli coprono gli occhi. Non di rado i vestiti che indossa sono troppo larghi. È simpaticissimo, spiritoso e abbastanza pasticcione e sfortunato e combina guai; quando non ne combina è vittima di scherzi, anche pesanti, da parte dei suoi compagni di band ai quali, tuttavia, vuole molto bene.

## Accoglienza
In un primo momento i Beatles criticarono negativamente il cartone, negli anni successivi dissero di aver cambiato opinione e di essersi divertiti a guardarlo di nuovo. George Harrison dichiarò che il cartone gli era sempre piaciuto.